# Bjarkøyätten

Vapen för Troms

Vapen för Bjarkøy kommun

Bjarkøyätten (norska: Bjarkøyætten) var en norsk hövdingaätt i Hålogaland och en lendermannssläkt från medeltiden som hade huvudsäte på Bjarkøy i Troms, och senare ägde omfattande jordgods på flera platser i Norge. Ätten indelas ofta i en äldre och en yngre gren.
Vapen: En stående grip, känd från Bjarne Erlingssons sigill från 1303, tinktur okänd. 

## Äldre grenen
från den äldre grenen nämns Tore fra Bjarkøy, betydande herse i nordlanden och far til Tore Hund, Sigurd Toresson och Sigrid Toresdotter, vilken under ett besök till sin fostersyster Sigrid Storråda blev innebränd med Harald Grenske, far till Olav Haraldsson. Tores söner var Sigurd Toresson på Trondenes, och Tore Hund på Bjarkøy som var med och ledde upproret mot kung Olav Haraldsson och personligen var delaktig i dråpet av kungen i slaget vid Stiklestad år 1030. Sigurds son Asbjørn Selsbane blev dräpt av kungens män, men Tore Hunds son, Sigurd Toresson fra Bjarkøy, fick ingen son, men en dotter, Ragnhild Sigurdsdatter, vilken blev gift med Jon Arnesson fra Giske (Giskeätten), son till Arne Arnesson. Jon härstammade från Erling Skjalgsson på Sola och Astrid Tryggvesdotter, syster till kung Olav Tryggvason. Ragnhild och Jon fick sonen Vidkun Jonsson fra Bjarkøy som deltog i kung Magnus Barfots här på Irland. Sigurd Jorsalafarares son Magnus blev uppfostrad hos Vidkun på Bjarkøy.

## Yngre grenen
Den yngre grenen härstammar från Ragna, syster till Vidkun Jonsson. Ragna var gift med Bjarne Mardsson, lagman i Hålogaland. Till denna gren hör lenderman Erling Ivarsson som deltog i härslagen mot Skottland under åren 1263–1264. Han hade två söner, baron Bjarne Erlingsson (död 1313) och riddaren Vidkun Erlingsson (död 1302). Ätten utdog på svärdssidan med sonen till Vidkun Erlingsson, riddaren Erling Vidkunsson. Erlings dotter, Ingebjørg Erlingsdatter, var gift med Sigurd Havtorsson och med det gick Bjarkøyättens stora gods över till Suderheimsätten (Roos af Hjelmsäter). Sysselmannen Bjarne Erlingsson, som deltog i riksstyret omkring 1300, avled före sin far och hade inga barn.
Ätten hade en grip i sin vapensköld och sigill, men vapenfärgerna (tinkturer) är okända. Dagens fylkesvapen för Troms och kommunvapen för Bjarkøy är baserat på sigillet från Bjarkøyætten.